# Kibi
Kibi (förkortat Ki) är ett binärt prefix som betyder 210 = 1 024. Prefixet definieras i IEC 80000-13 och har fått sitt namn av att det ungefär motsvarar SI-prefixet kilo (103 = 1 000).
Binära prefix används främst när man uttrycker minnesstorlekar och minnesåtgång i datorer; 210 bytes är en kibibyte (KiB), men kallas ofta slarvigt för en kilobyte.